# Thaipusam

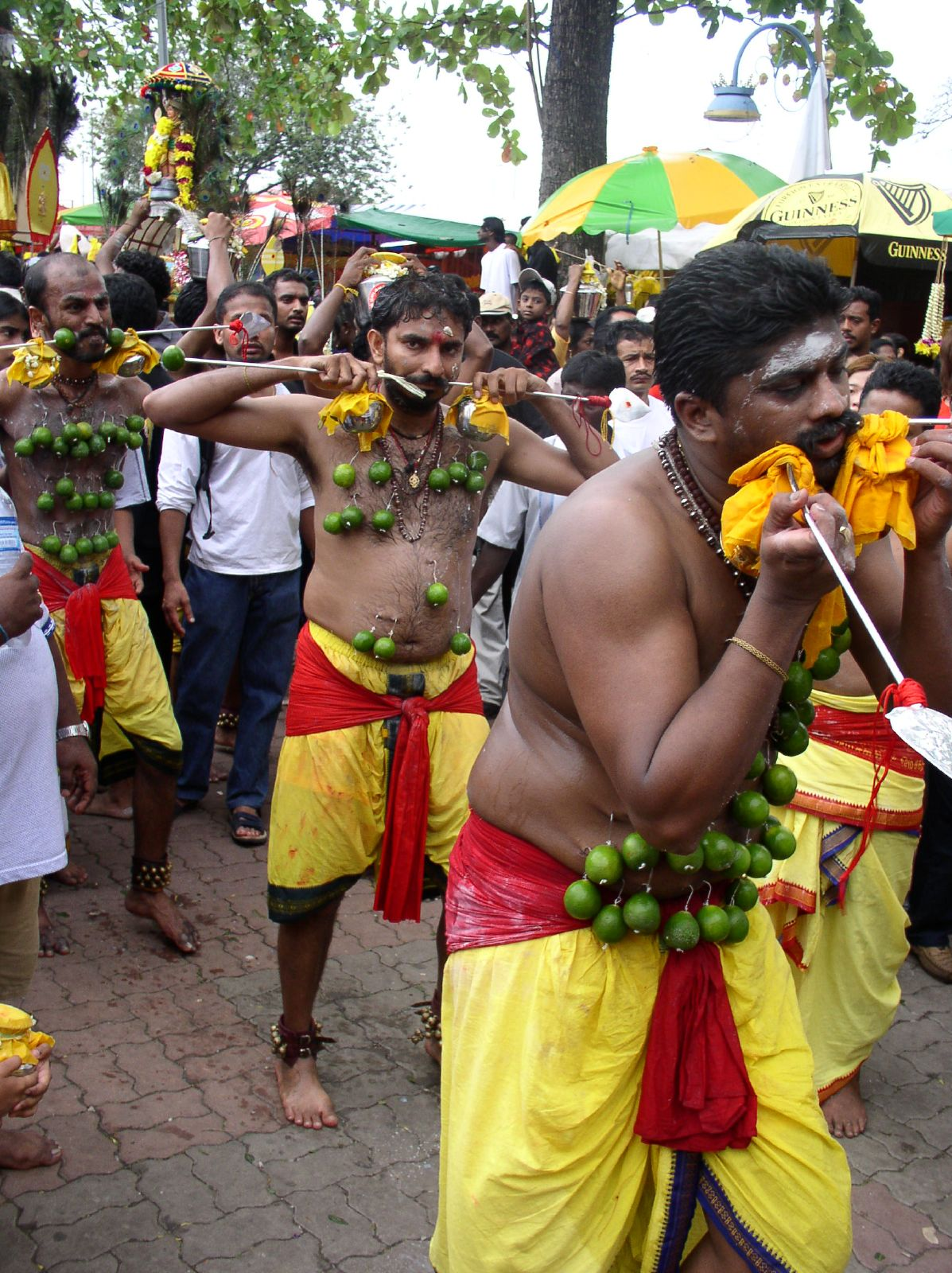
Thaipusam

Thaipusam (tamilština தைப்பூசம்) je hinduistický svátek, který je oslavován především příslušníky tamilské komunity. Jeho oslavy připadají na úplněk tamilského měsíce Thai (leden/únor) a probíhají v zemích, kde jsou výrazně zastoupeni příslušníci tamilského etnika (např. Indie, Sri Lanka, Malajsie, Singapur).
Festival připomíná událost, kdy Parvátí (manželka Šivy) věnovala svému synovi Muruganovi válečné kopí, aby mohl zneškodnit zlého démona Soorapadamana.
Oslavy Thaipusamu zahrnují obřadní oběti (Kavadi Attam) různého stupně. Může se jednat o dopravu nádob s mlékem, nebo o propichování různých částí těla, nejčastěji tváří a jazyka. U věřících podstupujících tyto oběti se předpokládá očista modlitbou a půstem po dobu 48 hodin před začátkem oslav.
Thaipusam u Batu Caves v blízkosti Kuala Lumpur, hlavního města Malajsie, každoročně přiláká na milión věřících a desítky tisíc turistů.
V roce 2016 svátek připadá na 24. ledna, v roce 2017 na 10. února.